# Waldemar Legień
Waldemar Legień,  poljski judoist, * 28. avgust 1963, Bytom, Poljska.
Waldemar Legień je na Poletnih olimpijskih igrah 1988 v Seule osvojil zlato olimpijsko medaljo v judu v kategoriji do 78 kg.
Na Poletnih olimpijskih igrah 1992 v Barceloni je osvojil zlato olimpijsko medaljo v kategoriji do 86 kg.